# Поезд смерти (фильм)
«По́езд сме́рти» (англ. Death Train, также известен под названием «Детона́тор»; англ. Detonator) — телевизионный фильм в жанре боевик, премьера которого состоялась 14 апреля 1993 года. Сюжет основывается на произведениях писателя Алистера Маклина.

## Сюжет
Русский генерал Константин Бенин и немецкий физик-ядерщик похищают две ядерные бомбы и отправляют их в Ирак на поезде. Спецотряд ООН получает задание во что бы то ни стало предотвратить доставку ядерных бомб Саддаму Хусейну.

## В ролях
| Актёр          | Роль                     |
| -------------- | ------------------------ |
| Пирс Броснан   | Майкл «Майк» Грэм        |
| Кристофер Ли   | генерал Константин Бенин |
| Патрик Стюарт  | Малкольм Филпот          |
| Александра Пол | Сабрина Карвер           |
| Тед Левин      | Алекс Тирни              |
| Кларк Питерс   | Уитлок                   |
| Джон Эбинери   | доктор Карл Лейциг       |